# Burgruine Vellenberg
Die Burgruine Vellenberg ist die Ruine einer Höhenburg bei 804 m ü. A. auf einer abgesetzten Rückfallkuppe in der Gemeinde Götzens im österreichischen Bezirk Innsbruck-Land.
Die Burgruine ist ein denkmalgeschütztes Objekt (Listeneintrag).

## Geschichte

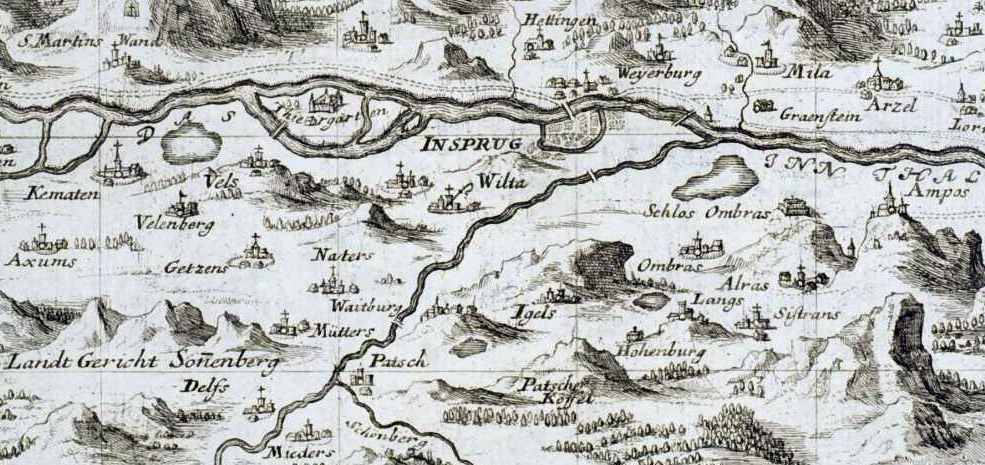
Vellenberg, zwischen Kematen, Axums, Vels und Getzens, südwestlich von Insprug
(ca. 1700, Ausschnitt aus Insprug mit der Gegend auf 2 Stunden)

Die Grafen von Andechs wurden 1207 geächtet und verloren die Burganlage. Um 1232 wurde diese neuerlich belehnt.  Die Burg war dann der ständige Wohnsitz des Ministerialengeschlechts der Herren von Vellenberg. Das Geschlecht der Vellenberg ist mit Konradus de Vellinberch seit 1163/67 nachweisbar.
Im Jahr 1248 starben die Grafen von Andechs aus; hernach beliehen die Grafen von Tirol die Festung. Zu diesem Zeitpunkt unterstand die Burg den Grafen von Hirschberg, die Vellenberger wohnten also noch auf dieser Burg. Ein Sterzinger Schiedsspruch von 1263 entschied, dass Burg Vellenberg Graf Meinhard II. und damit zu Tirol gehörte. Meinhard II. erhob den Rang seiner Burg in einen burggräflichen Status, der es den Ministerialen ermöglichte, innerhalb des Festungsareals ein eigenes wehrhaftes Gebäude zu errichten. Zu dieser Zeit hatte das Ministerialengeschlecht schon lange das Amt des Richters des Gerichts Vellenberg inne, und die Burg war Gerichtssitz.
Um 1349 war die Burg an mehrere Erben der Vellenberger vergeben und nach verschiedenen Verkäufen geteilt worden. Dieser teilte sich in einen Teil des Gerichts, und auch die Festung hatten die Herren Liebenberg, den anderen die Herrn von Rottenburg inne. Ab dem Jahre 1380 war die gesamte Festung im Besitz der Liebenberger, die Verwaltung in der Hand der Rottenburger.
Ab dem Jahr 1426 war die Burg im Besitz des Landesfürsten Friedrich IV., der den Liebenbergern dafür die Burg Juval zusammen mit dem Gericht Schlanders überließ.
König Maximilian I besuchte 1501 die Burg Vellenberg bei einem Jagdausflug und gab 1511 die Anweisung, sie zu sanieren und auszubauen. Es wurden Vogelhütten, Fischweiler und ein Kornkasten gebaut. Pfleger Blasius Hölzl teilte Maximilian in einem Schriftwechsel mit, dass die Vellenburg eine desolate Bausubstanz habe. Die Restaurierungen und Umbauten überstiegen die finanziellen Mittel von Maximilian. Deswegen musste der Pfleger diese Geldmittel vorstrecken.
Aufgrund der nahen Lage zur Landeshauptstadt Innsbruck wurde Vellenberg zur Verwahrung von Staatsgefangenen verwendet. So finden sich 1410 Heinrich von Rottenburg und 1427 Oswald von Wolkenstein im Verlies der Anlage. Wegen Baufälligkeiten musste ein Gefangener im Jahre 1569 befreit werden. Kleinere Ausbesserungen, vor allem am Dach, reichten 1657 für die weitere Funktion als geeignete Wohnung und Gefängnis nicht mehr aus. Die umfangreiche Rüstkammer wurde 1663 aufgelöst und der Großteil der Waffen ins Innsbrucker Zeughaus überführt.

## Burganlage

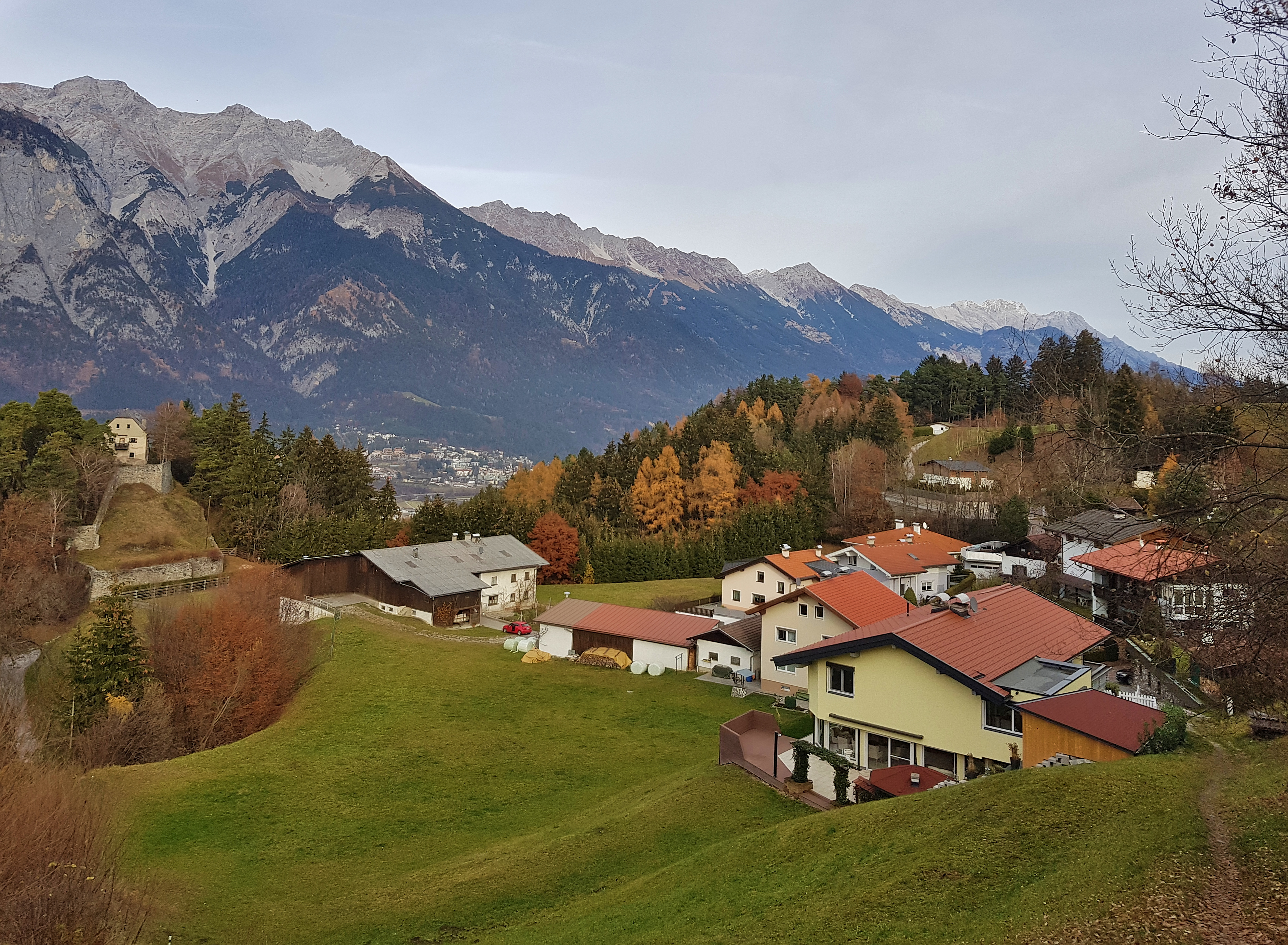
Burgruine Vellenberg mit Siedlung

Die Anlage von Vellenberg war in die Hauptburg und die Vorburg mit Zwinger unterteilt. Es gab einen dreigeschoßigen Palas, einen Bergfried (Vellenberger Turm) und den Liebenberger Turm (Burggrafenturm). Der Bergfried stand allein, der Liebenberger Turm direkt mit dem Palas verbunden. Die Schlosskapelle war im Liebenberger Turm untergebracht. Die Vorburg dehnte sich vor allem in Richtung Süden aus, wobei dieser Teil vor allem unter Kaiser Maximilian ausgebaut und erweitert wurde. Mit dem Schießpulver und der daraus resultierende Veränderung des Kriegswesens wurde die Burg Vellenberg mit Schießscharten reich ausgestattet und stark armiert. So befanden sich im Zwinger und in den beiden Türmen Falkonetten, Feldschlangen und Hackenbüchsen.

## Ruine
Eine Inventur im Jahre 1555 sprach von mannigfaltigen Baufälligkeiten der Burg. Diese konnten aus Geldmangel nicht ausreichend saniert werden. Zur endgültigen Zerstörung der einstmals mächtigen Burg trugen zwei Erdbeben im 17. Jahrhundert bei. Reste der Vorwerke und Kellergewölbe sind noch vorhanden und stehen unter Denkmalschutz.